# Assedio di Scutari (1474)
 Il terzo assedio di Scutari del 1474 fu un attacco ottomano contro la Repubblica di Venezia a Scutari nell'allora territorio dell'Albania Veneta durante la prima guerra ottomano-veneziana (1463-1479).

## Assedio
Le forze ottomane assediarono Scutari nella primavera del 1474. Mehmed II aveva inviato il governatore della Rumelia, Hadım Suleiman Pascià, con circa 8 000 uomini, i quali erano stati respinti dal comandante Antonio Loredan.
Secondo alcune fonti, quando gli assedianti di Scutari si lamentarono della mancanza di cibo e acqua, Loredan disse loro "Se hai fame, ecco la mia carne; se hai sete, ti do il mio sangue".
Il Senato veneziano ordinò a tutte le galee disponibili di trasportare gli arcieri a Scutari attraverso il fiume Boiana e a tutti i governatori veneziani fu anche ordinato di aiutare la città assediata. Secondo i documenti veneziani a luglio Scutari fu assediata da 50 000 soldati ottomani appoggiati da artiglieria pesante.
All'inizio del 1474 l'intera regione intorno a Scutari, compresa Baleč, passò sotto il dominio ottomano. Secondo alcune fonti il sultano ottomano aveva intenzione di ricostruire Podgorica e Baleč nel 1474 e di popolarle con 5 000 famiglie turche al fine di porre un ulteriore ostacolo alla cooperazione del Principato di Zeta di Crnojević con la Repubblica di Venezia.
Durante i combattimenti intanto gli Ottomani danneggiarono Alessio e rasero al suolo il castello di Dagno.
Il veterano Triadan Gritti all'età di 84 anni fu nominato capitano generale veneziano al posto di Pietro Mocenigo occupato nella difesa di Cipro.
Gritti guidò la flotta veneziana di sei galee che salparono all'inizio del maggio 1474 per proteggere la costa dell'Albania Veneta e in particolare le foci del fiume Bojana. Quando la flotta veneziana entrò a Bojana, le forze ottomane tentarono di bloccarla ostruendo la bocca del fiume con un tronco d'albero tagliato, proprio come fece il serbo Mazarek durante la Seconda guerra di Scutari. Gritti fu costretto a rientrare con la sua flotta lungo il fiume, ma riuscì a distruggere le forze ottomane il 15 giugno 1474. Nonostante tutti i suoi sforzi, Gritti non fu in grado di consegnare a Scutari tutte le merci trasportate dalla sua flotta perché molte delle sue navi erano intrappolate nelle acque poco profonde di Bojana vicino a Sveti Srđ.
Quando Mocenigo rientrò da Cipro assieme a Gritti ordinarono a Leonardo Boldù di trovare Ivan Crnojević e di esortarlo a mobilitare il maggior numero possibile dei suoi uomini per aiutare i veneziani durante l'assedio. A Boldù fu anche ordinato di trasportare la cavalleria e la fanteria di Crnojević sul lago di Scutari. Ivan Crnojević ebbe un ruolo importante nella difesa dello Shkodra perché fornì i collegamenti con il Cattaro e rifornì la città attraverso Žabljak o il Lago di Scutari, combattendo contemporaneamente contro le forze ottomane. Egli trasportava uomini e boschi da Cattaro sulle colline fino a Žabljak dove fece costruire delle navi fustas che sorpresero gli ottomani sul lago di Scutari. Durante tutta l'estate Ivan Crnojević partecipò ad azioni militari. Controllò il lago di Scutari con tre fustas e 15 navi più piccole, il che era molto importante perché la flotta veneziana (composta da 34 navi più grandi e circa 100 più piccole) non era in grado di navigare oltre Sveti Srđ. Boldù fu in grado di raggiungere la città assediata da Žabljak proprio grazie alle navi di Ivan Crnojević. L'equipaggio delle navi veneziane insieme ai soldati stradioti Greci riuscì a unirsi agli assediati.
Dopo la scoperta del tradimento commesso da Andreas Humoj, un membro della famiglia Humoj, Gritti lo condannò a morte e lo fece giustiziare da un uomo di Tuzi.
Tra i 7 000 e i 20 000 soldati ottomani furono uccisi e circa 3 000 civili di Scutari morirono di sete e fame. Nell'assedio, le pareti esterne della fortezza furono danneggiate e successivamente ricostruite in previsione di un attacco ottomano più forte. Gli ottomani tornarono per un nuovo assedio nel 1478 per conquistare Scutari.